# Pusterwald
Pusterwald – gmina w Austrii, w kraju związkowym Styria, w powiecie Murtal. Liczy 1072 mieszkańców (1 stycznia 2015).